# 戢翼翹

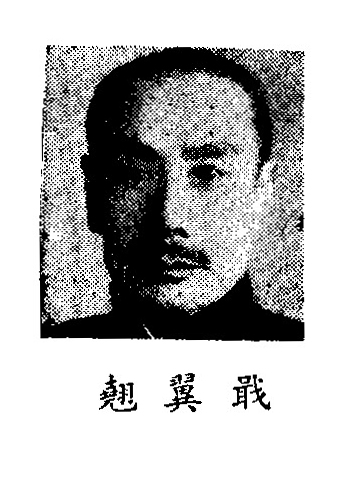

戢翼翘（1885年—1976年）字勳臣，一说字“传任”，又名勁成，亦称“劲臣”，湖北省房县人。中华民国政治人物、军事将领。

## 生平
戢翼翘22岁随堂兄戢翼翚赴日本留学，入日本陆军士官学校第八期学习军事。辛亥年（1911年）歸國，在保定軍校任职。武昌起义爆发后，戢翼翘潜赴上海，任沪军先锋队参谋长，参与攻克南京天保城，光復南京，因功升任旅长。民国元年（1912年），授陆军少将。1913年二次革命中，戢翼翘参加反袁世凯的斗争，转战江北徐、淮之间。二次革命失败后，流亡日本，随后赴南洋，以教书为生。后来，滇军师长张子贞（戢翼翘日本陆军士官学校的同期同学）向云南都督唐继尧推荐了戢翼翘，唐继尧乃邀请戢翼翘赴云南任职。1914年，戢翼翘来到云南，负责练兵。此后历任滇军旅长、滇西卫戍司令、楚雄警备司令、云南练兵处长、云南陆军讲武堂堂长、云南陆军讲武学校教官等职务。其间，于32岁时升陆军中将。
民国十一年（1922年）冬，戢翼翘因云南政局日趋复杂而辞职离开云南，应杨宇霆（戢翼翘日本陆军士官学校的同期同学）的邀请赴中国东北，任兴绥军参谋长，致力于奉军的整训。1924年第二次直奉战争中，戢翼翘任奉军第一、三联军参谋长，参加了黄土嶺、石门寨之役，最终击败直军。曹锟、吴佩孚失势后，戢翼翘作为东北代表参加了善后会议。其后转任东北陆军训练处参谋长、苏皖鲁剿匪总司令部参谋长、安徽督办公署参谋长等职务。民国十四年（1925年）冬，戢翼翘招兵一个旅出山海关，在北镇训练。不久，郭松龄发动军事政变，兵临新民屯，戢翼翘率该旅布防于兴隆店，帮助张学良力克叛军。民国十五年（1926年）春，直军、奉军合击冯玉祥国民军，久攻南口不下。1926年7月，戢翼翘旅长率第45旅出喜峰口，直捣张家口，国民军乃从南口败退。1926年8月，戢翼翘攻克张家口，因功升任奉軍第二十九軍軍長，驻防宣化。民国十六年（1927年），奉命率部南下河南，因侧背受敌而北撤。1927年9月，阎锡山晋军大举进攻奉军，戢翼翘从高阳率部驰赴定州，随后突袭晋军，最终晋军全线撤退。民国十七年（1928年）张作霖在皇姑屯事件中遇害，戢翼翘率部撤至热河。
1928年，张学良东北易帜，奉军改编为东北边防军，戢翼翘出任东北边防军司令长官公署军事参议官，一度督办四洮铁路。民国十九年（1930年），汪精卫、冯玉祥、阎锡山在北平召开扩大会议，南京国民政府希望张学良出兵干涉，戢翼翘也主张出兵，最终张学良就任陆海空军副司令，派兵入关，使扩大会议瓦解。其后，戢翼翘奉命赴山西点检军队，事毕，赴北平担任陆海空军副司令部参谋长，佐理华北军政事务。民国二十年（1931年）夏，张学良在北平协和医院养病时，石友三突然在顺德叛变，向北进犯北平，戢翼翘乃代行陆海空军副司令职务，不久便将石友三部歼灭。戢翼翘获国民政府授一等宝鼎勋章。
1931年九一八事變後，戢翼翘力主抵抗，终因反對张学良遵循不抵抗主義而辭職。1931年11月底，任国民政府军事参议院参议，兼东北财政委员会常委，包宁铁路工程局局长，平汉铁路局顾问。1933年5月，任国民政府军事委员会北平分会委员。1934年，获国民政府聘为陆军军官训练团教官。1935年4月，获授陆军中将衔。西安事變前後，他與張學良、閻錫山等要人有所接觸。抗日战争期间，戢翼翘居住在日本占领下的北平，未出任日本方面的职务，同时还曾援助中国爱国青年。
抗日战争结束後，戢翼翘加入中国民主社会党，并当選制宪国民大会代表。1947年春，戢翼翘当选为中国民主社会党中央常委、组织部长。歷任总统府國策顧問、西南政委會常委等職。中国人民解放军占领重庆前夕，戢翼翘自重庆启程，经昆明、香港，最终来到台湾，寓居台中市。在台湾，戢翼翘一度担任中国民主社会党代理主席，主持党务。民国四十九年（1960年），受总统蒋中正聘為總統府資政。1964年11月初，中央研究院近代史研究所研究人员李毓澍、陳存恭、张玉法赴台中市访问戢翼翘5次，后来整理成《戢翼翹先生訪問纪錄》。
1976年，戢翼翘在台北過逝，享年九十二歲。

## 家庭
- 堂兄：戢翼翚